# Diócesis de Sásabe
La diócesis de Sasabe (latín: Dioecesis Sasabensis) es una sede suprimida y actual sede titular de la Iglesia Católica.

## Historia
Sasabe hace referencia al monasterio de San Adrián de Sasabe, en el Valle de Lubierre, del que únicamente queda la Iglesia.

## Obispos titulares
- Santo Bergamo (15 de diciembre de 1969 - 18 de noviembre de 1971, nombrado obispo de Oppido Mamertina)
- Alphonse Gallegos, O.A.R. † (24 de agosto de 1981 - 6 de octubre de 1991, fallecido)
- Julián Barrio Barrio (31 de diciembre de 1992 - 5 de enero de 1996, nombrado arzobispo de Santiago de Compostela)
- Juan José Omella Omella (15 de julio de 1996 - 29 de octubre de 1999, nombrado obispo de Barbastro-Monzón)
- Giacomo Guido Ottonello (29 de noviembre de 1999)